# Earthmind

earthmind(어스마인드)는 일본의 음악 그룹이다.

## 개요
그라비아 아이돌 출신의 마츠이 에리나(Erina)를 중심으로 기타 담당 Ommy, 건반 겸 작곡 담당 JUN TAKAKI (타타기 준)이 2011년 11월 30일 결성했으며 데뷔와 동시에 첫번째 싱글인 [B-Bird]를 발매했다.
이 곡은 [기동전사 건담 유니콘] OVA 4화 엔딩으로 사용되었다.
같은 해 12월 4일 부도칸에서 개최된 리스아니 2011에서 첫 피로연 공연을 가졌었다. 보컬인 Erina가 가수가 된 계기는 나라tv에 가수로 출연한 경험으로 꿈을 가졌다고 한다. 8년 간 가수로서는 일이 들어오지 않았으나 그룹 결성후 기뻤다고 한다.

## 멤버
- Erina: 보컬 담당
- JUN TAKAKI: 건반 담당
- Ommy: 기타 담당